# (6790) Pingouin
Pour les articles homonymes, voir Pingouin (homonymie).
(6790) Pingouin (1991 SF1) est un astéroïde de la ceinture principale découvert le 11 septembre 1991 par Satoru Ōtomo à Kiyosato.

## Nom
Cet astéroïde est nommé d'après le Grand Pingouin[réf. nécessaire].